# Intréville
Intréville ist eine französische Gemeinde mit 121 Einwohnern (Stand: 1. Januar 2022) im Département Eure-et-Loir in der Region Centre-Val de Loire. Sie gehört zum Arrondissement Chartres und ist Mitglied im Gemeindeverband Communauté de communes Cœur de Beauce. Die Einwohner werden Intrévillois und Intrévilloises genannt.

## Geographie
Intréville liegt etwa 40 Kilometer ostsüdöstlich von Chartres. Umgeben wird Intréville von den Nachbargemeinden Gommerville im Norden, Angerville im Osten, sowie Neuville Saint Denis im Süden und Westen.

## Bevölkerungsentwicklung
| Jahr                       | 1962 | 1968 | 1975 | 1982 | 1990 | 1999 | 2006 | 2013 | 2020 |
| Einwohner                  | 145  | 134  | 124  | 141  | 144  | 148  | 134  | 130  | 139  |
| Quellen: Cassini und INSEE |      |      |      |      |      |      |      |      |      |

## Sehenswürdigkeiten
- Kirche Saint-Laurent aus dem 12. Jahrhundert

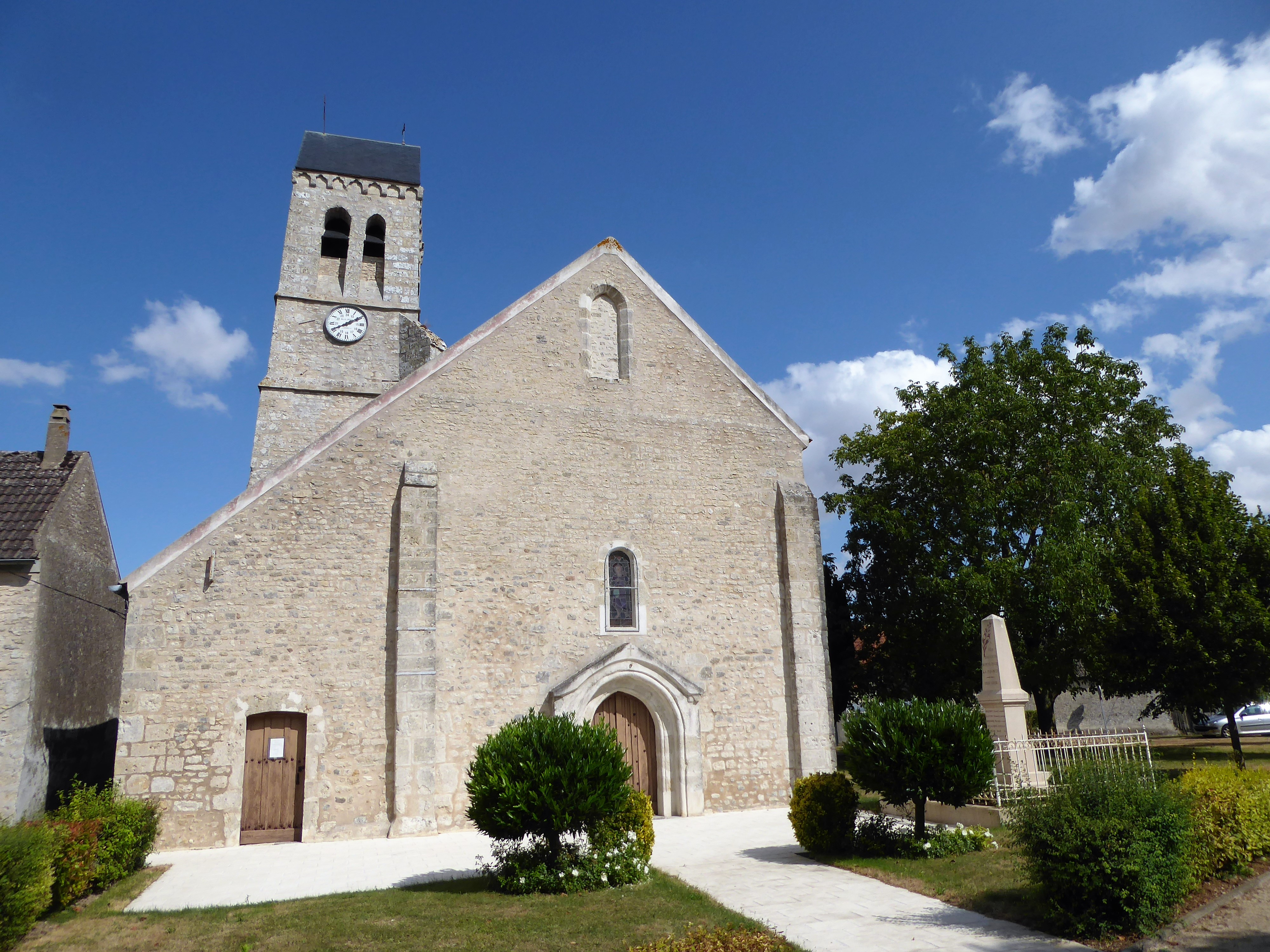
Kirche Saint-Laurent
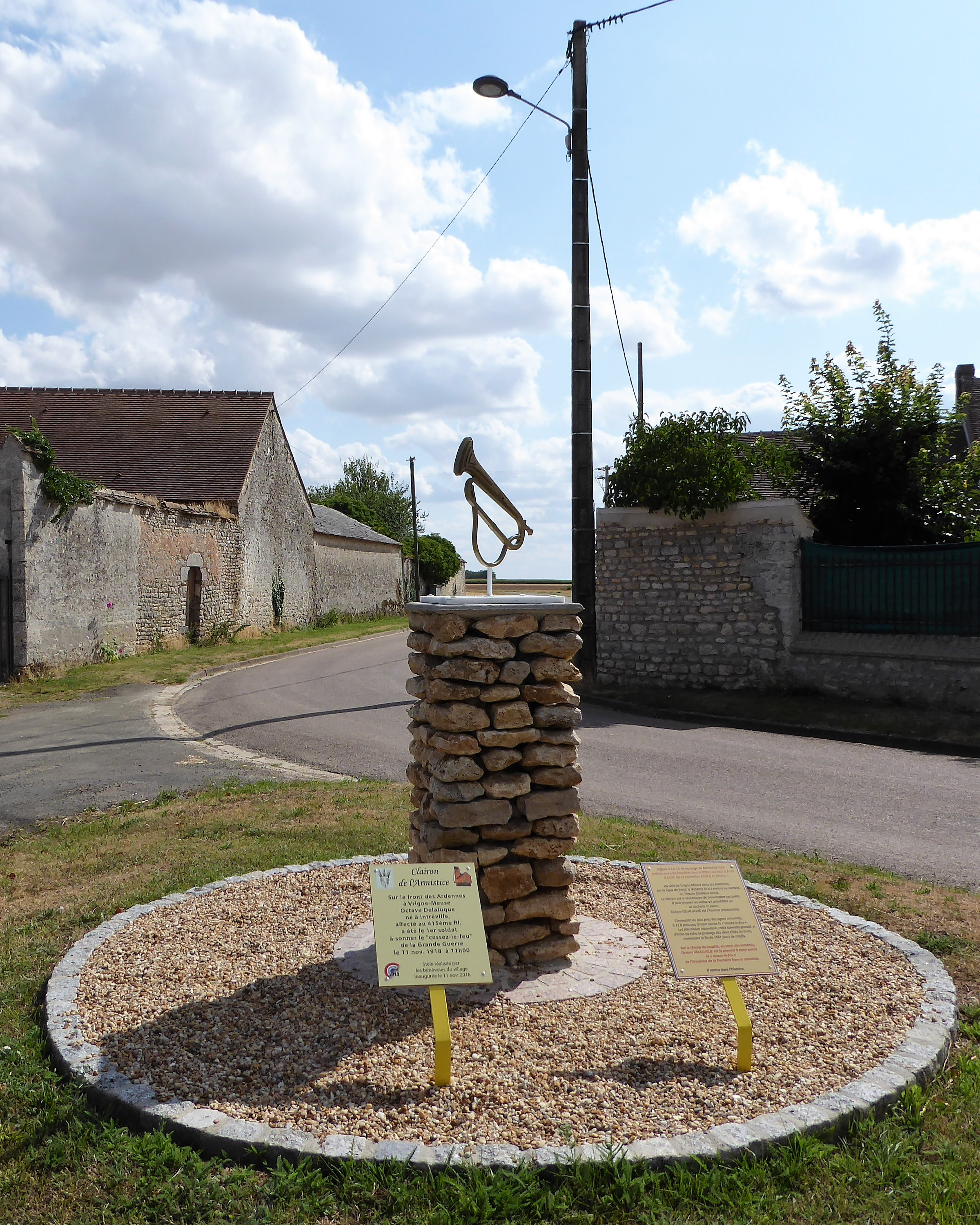
Hommage an das Signalhorn des Waffenstillstands 1918
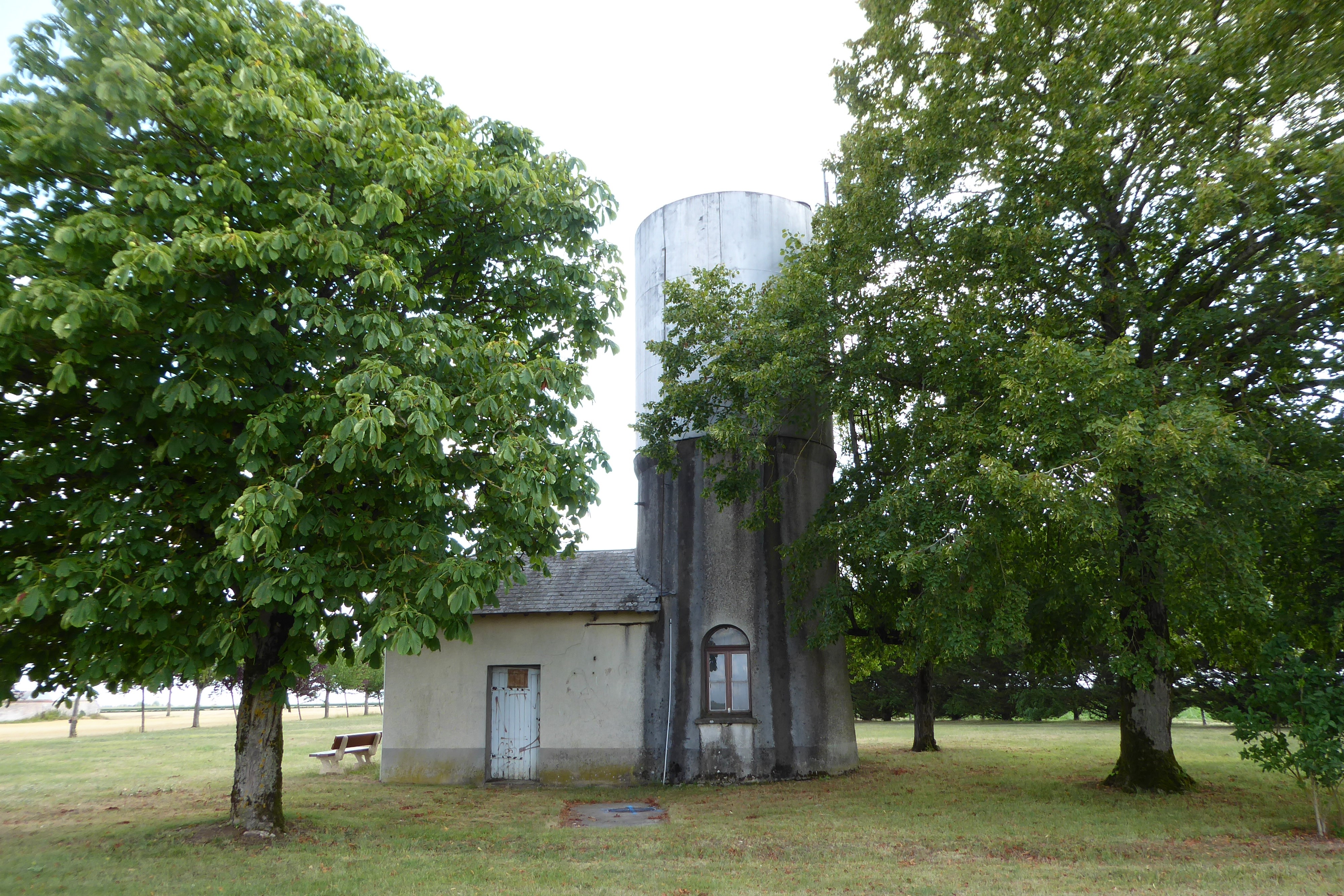
Ehemaliger Wasserturm